# La ribelle
Pour plus de détails, voir Fiche technique et Distribution.
La ribelle est un film italien réalisé par Aurelio Grimaldi et sorti en 1993.
Il s'agit d'une adaptation du roman Storia di Enza d'Aurelio Grimaldi.

## Synopsis
Enza est une adolescente sicilienne vive et dynamique, mais elle finit toujours par avoir des ennuis du fait de sa naïveté. Elle n'a pas de parents mais vit avec ses oncles et sa sœur aînée ; plus expérimentée, elle lui fait office de mère et tente de la remettre sur la bonne voie. Malheureusement, elle se fait arrêter pour vol à l'étalage et elle est envoyée dans une maison de correction catholique, tenue par des nonnes autoritaires.
Quand elle a une permission de sortie le dimanche, Enza en profite pour rencontrer des garçons. Elle croise d'abord le beau mais très superficiel Sebastiano, un vendeur de cassettes avec qui elle a ses premières relations sexuelles. Enza croit avoir trouvé le grand amour, mais quand les autorités lui demande s'il veut vivre avec elle, il refuse. Enza rencontre alors un autre garçon, Franchino, dont elle tombe bientôt enceinte.

## Fiche technique
- Titre original : La ribelle[1],[2]
- Réalisateur : Aurelio Grimaldi
- Scénario : Aurelio Grimaldi d'après don roman Storia di Enza[2]
- Photographie : Maurizio Calvesi
- Montage : Claudio Di Mauro (it)
- Musique : Carlo Crivelli
- Décors : Pasquale Germano
- Costumes : Claudio Cordaro
- Production : Pietro Valsecchi, Camilla Nesbitt
- Société de production : Taodue (it), Reteitalia
- Pays de production :  Italie
- Langue originale : italien
- Genre : Film dramatique
- Durée : 95 minutes[2]
- Dates de sortie : 
  - Italie : 20 août 1993

## Distribution
- Penélope Cruz : Enza
- Stefano Dionisi : Franchino
- Lorenza Indovina : La sœur
- Marco Leonardi : Sebastiano
- Tony Palazzo : Le père d'Enza
- Lucia Sardo : La mère supérieure
- Rosa Pianeta : L'institutrice
- Imma Piro : La mère d'Enza
- Laura Betti : Sœur Valida
- Daniele Galea : Le carabinier no 1
- Cesare Apolito : Le carabinier no 2
- Raffaela Davi : La concierge